# Odontophrynus lavillai
The Escuericito (Odontophrynus lavillai) là một loài ếch trong họ Leptodactylidae. Chúng là loài đặc hữu của Argentina.
Các môi trường sống tự nhiên của chúng là xavan khô, vùng đất ẩm có cây bụi nhiệt đới hoặc cận nhiệt đới, vùng cây bụi nhiệt đới hoặc cận nhiệt đới vùng đất cao, đồng cỏ nhiệt đới hoặc cận nhiệt đới vùng ngập nước hoặc lụt theo mùa, đồng cỏ nhiệt đới hoặc cận nhiệt đới vùng đất cao, đầm nước ngọt có nước theo mùa, vùng đồng cỏ, vườn nông thôn, các vùng đô thị, các khu rừng trước đây bị suy thoái nặng nề, ao nuôi trồng thủy sản, và kênh đào và mương rãnh. Loài này đang bị đe dọa do mất môi trường sống.